# نيك ووكر
نيك ووكر (بالإنجليزية: Nick Walker)‏ (23 يناير 1990 ببورت أوف سبين في ترينيداد وتوباغو - ) هو لاعب كرة قدم ترينيداد وتوباغو في مركز الدفاع. لعب مع نادي دالاس وBayamón Fútbol Club ‏ وFlint City Bucks ‏.

## وصلات خارجية
- نيك ووكر على موقع الدوري الأمريكي (الإنجليزية)
- نيك ووكر على موقع قاعدة بيانات كرة القدم.إي يو (الإنجليزية)